# Watch the Throne
Watch the Throne — совместный альбом Канье Уэста и Jay-Z. Выпущен 8 августа 2011 года эксклюзивно для iTunes Store, также последовал выход CD-версии 12 августа. С альбома выпущено 7 синглов — «H•A•M», «Otis», «Lift Off», «Niggas in Paris» «Why I Love You», «Gotta Have It» и «No Church in the Wild». Альбом получил в целом положительные отзывы критиков. Сайт Metacritic, на основании 39 рецензий, поставил альбому оценку 75/100. Альбом занял лидирующие строчки в музыкальных чартах 23 стран мира одновременно, дебютировал на первой строке Billboard 200, продавшись в первую неделю количеством 436 000 копий, таким образом альбом в то же время занял лидирующие позиции в 8 категориях чарта Billboard. Альбом поставил рекорд по продажам за всю историю существования iTunes Store — за неделю он разошёлся тиражом в 290 000 копий, побив предыдущий рекорд, поставленный группой Coldplay в 2008 году своей пластинкой Viva la Vida or Death and All His Friends. Совместка была номинирована на 39-ю церемонию премии American Music Awards 2011 года в номинации «Лучший рэп/хип-хоп альбом» и на 54-ю церемонию премии «Грэмми 2012» в номинации «Лучший рэп-альбом». В сентябре 2011 года пластинка получила статус платиновой.
- Watch the Throne стал 12-м для Jay-Z альбомом на первом месте американского хит-парада Billboard 200. Это рекорд среди всех сольных исполнителей и второе место в истории после The Beatles, у которых 19 альбомов поднимались на первое место в США[4].
- Радиостанция Next FM посвятила целый уикэнд (27-28 августа) на прокручивание в прямом эфире всех треков с альбома. Релиз альбома в России состоялся 29 августа.

28 августа 2011 года группа выступила на церемонии награждения MTV VMA, исполнив свой хит Otis. Это был сюрприз, приготовленный заранее «MTV. Выступление было полно различных спецэффектов, включая огненные взрывы на сцене.

## Предыстория
Совместная работа Jay-Z и Канье Уэста берёт начало в 2000 году, когда Канье занимался продюсированием трека «This Can’t Be Life». Вехой в сотрудничестве рэперов стал альбом Jay-Z «The Blueprint», получивший своё фирменное соул-звучание благодаря Уэсту. Сиквел этой культовой пластинки, «The Blueprint 2: The Gift & The Curse» включал в себя композицию «Bounce», в которой звучит куплет Канье Уэста, ставший началом сольной карьеры этого артиста. В период 2009—2010 Канье снова сблизился со своим наставником, получают широкую известность их совместные треки «Swagga Like Us», «Run This Town», Monster», и вскоре становится известно о записи совместного EP из 5 треков. Позже работа захватывает участников, и записанный ими материал перерастает в полноценный альбом, о чём Уэст сообщает в октябре 2010 года.

## Список композиций
| №   | Название                                          | Автор(ы) | Продюсер(ы)                                                                                        | Длительность |
| --- | ------------------------------------------------- | --- | -------------------------------------------------------------------------------------------------- | ------------ |
| 1.  | «No Church in the Wild» (совместно с Frank Ocean) | Канье Уэст, Шон Картер, Чарльз Ньяпа, Майк Дин, Кристофер Бро, Териус Нэш, Дж. Райт, Ф. Манзанера, Джеймс Браун, Джозеф Роуч                                              | 88-Keys, Канье Уэст, Майк Дин                                                                      | 4:32         |
| 2.  | «Lift Off» (совместно с Beyoncé)                  | Уэст, Картер, Джефф Баскер, М. Дин, Фаррелл Уильямс, Питер Эрнандес, Сил Самуэль                                                                                          | Канье Уэст, Джефф Баскер, Майк Дин, Q-Tip (со.), Фаррелл (со), Don Jazzy (доп.)                    | 4:26         |
| 3.  | «Niggas in Paris»                                 | Уэст, Картер, Ченси Холлис, М. Дин, W.A. Donaldson | Hit-Boy, Канье Уэст, Майк Дин, Энтони Килхоффер (доп.)                                             | 3:39         |
| 4.  | «Otis» (совместно с Отисом Реддингом)             | Уэст, Картер, Гарри Вудс, Джимми Кэмпбелл, Редж Коннелли, Кирк Робинсон, Рой Хаммонд, Браун, Роуч                                                                         | Канье Уэст                                                                                         | 2:58         |
| 5.  | «Gotta Have It»                                   | Уэст, Картер, Уильямс, Браун, Роуч, Тони Пинкни, Фред Уэсли | The Neptunes, Канье Уэст (со.)                                                                     | 2:20         |
| 6.  | «New Day»                                         | Уэст, Картер, Роберт Диггз, М. Дин, Лесли Брикасс, Энтони Ньюли | Канье Уэст, RZA, Майк Дин, Кен Льюис (доп.)                                                        | 4:32         |
| 7.  | «That’s My Bitch»                                 | Уэст, Картер, Камаль Фарид, Баскер, Джастин Вернон, Браун, Бобби Бирд, Рональд Ленхофф, Джереми Лордан                                                                    | Канье Уэст, Q-Tip, Джефф Баскер (со.)                                                              | 3:22         |
| 8.  | «Welcome to the Jungle»                           | Уэст, Картер, Кассим Дин, М. Дин | Swizz Beatz                                                                                        | 2:54         |
| 9.  | «Who Gon Stop Me»                                 | Уэст, Картер, Шама Джозеф, М. Дин, Морис Симмондс, Джошуа Кьеркегор | Шама «Sak Pase» Джозеф, Канье Уэст, Майк Дин (доп.)                                                | 4:16         |
| 10. | «Murder to Excellence»                            | Уэст, Картер, К. Дин, Ларри Гриффин мл., Скотт Мискади, Куинси Джонс, Харви Мэйсон мл., Джоэль Розенбаум, Каифус Семенья, Билл Саммерс, Михаэла Модорси, Габриэла Модорси | Первая часть песни: «Murder» — продюсер Swizz Beatz Вторая часть песни: «Excellence» — продюсер S1 | 5:00         |
| 11. | «Made in America» (совместно с Frank Ocean)       | Уэст, Картер, Джозеф, М. Дин, Бро | Шама «Sak Pase» Джозеф, Майк Дин (доп.)                                                            | 4:52         |
| 12. | «Why I Love You» (совместно с Mr Hudson)          | Уэст, Картер, М. Дин, Филипп Филлип Сербонеши, Хьюберт Бланк-Франкарт, Тони Камилло, Мэри Сойер                                                                           | Майк Дин, Канье Уэст, Мэри Сойер (со.)                                                             | 3:21         |

| №   | Название                                   | Автор(ы)                                                                        | Продюсер(ы)                                                 | Длительность |
| --- | ------------------------------------------ | ------------------------------------------------------------------------------- | ----------------------------------------------------------- | ------------ |
| 13. | «Illest Motherfucker Alive»                | Уэст, Картер, М. Дин, Джошуа Луэллен, Мискади                                   | Southside, Канье Уэст, Майк Дин                             | 5:23         |
| 14. | «H•A•M»                                    | Уэст, Картер, Lexus Lewis, М. Дин                                               | Лекс Люгер, Канье Уэст (со.), Майк Дин (доп.)               | 4:35         |
| 15. | «Primetime»                                | Уэст, Картер, Эрнест Уилсон, Расселл Симмонс, Лоуренс Смит, Морин Рейд          | No I.D.                                                     | 3:19         |
| 16. | «The Joy» (совместно с Кёртисом Мэйфилдом) | Уэст, Картер, Кёртис Мэйфилд, Питер Филлипс, Мискади, Джон Кэмерон, Джон Захари | Pete Rock, Канье Уэст, Майк Дин (доп.), Джефф Баскер (доп.) | 5:17         |

* (со.) — Сопродюсер

* (доп.) — Дополнительный продакшн

## Синглы

### H.A.M.
Первым синглом с альбома стала спродюсированная Канье Уэстом и Лексом Люгером композиция «H.A.M.», которая стала доступна к скачиванию через iTunes 11 января 2011 года. Трек был тепло встречен критиками (хвалившими Уэста за смелое музыкальное решение трека, созвучное его предыдущей работе — альбому «My Beautiful Dark Twisted Fantasy»). Количество загрузок достигло отметки в 125 тысяч.

### Otis
20 июля 2011 года новый сингл, Otis, попал в эфир нью-йоркской радиостанции Funkmaster Flex’s Hot 97 и вскоре попал в Интернет. Композиция получила восторженные критические отзывы и стала хитом. 11 августа вышел в её поддержку вышел клип, поставленный Спайком Джонсом. Незамысловатое, но очень дорогостоящее видео, всё содержание которого сводится к тому, что оба рэпера ломают, а потом ездят на разбитом Maybach 57, также стало невероятно популярным. Песня была номинирована на премию «Грэмми 2012» в категории «Лучшая рэп-песня» (проиграв композиции «All of the Lights», также принадлежащей Уэсту) и выиграла в номинации «Лучшее рэп-исполнение».

### Lift Off
23 августа состоялся релиз на радио нового сингла, озаглавленного «Lift Off» и исполненного совместно с Бейонсе Ноулз. Композиции удалось добиться определённого успеха в Интернет-пространстве, но в чарт Billboard Hot 100 ей попасть не удалось. Не последовало и однозначной оценки от критиков. Jay-Z заявил о возможности выхода клипа на эту песню.

### Niggas in Paris
Релиз самого успешного сингла с альбома «Watch the Throne» состоялся 13 сентября 2011 года. По состоянию на февраль 2012 года только в США продано более 2 миллионов его цифровых копий, мнения критиков оказались однозначно положительными, но сильнее всего успех данной композиции обнаруживается во время концертного тура Jay-Z и Канье Уэста. 29 октября 2011 года во время концерта в Атланте хит был исполнен три раза подряд, затем количество исполнений на бис стало увеличиваться от города к городу. 1 июня 2012 года был установлен новый рекорд: во время концерта в Париже песня прозвучала со сцены 11 раз. Вышедший в свет 9 февраля 2012 года официальный клип также был создан на основе концертного выступления, правда, с форсированным применением стробоскопа, эффектом калейдоскопа и зеркала, вспыхивающими титрами и видеовставками с изображением пантер и Собора Парижской Богоматери. Кроме того, как и в самой песне, используется фрагмент фильма «Лезвия славы: Звездуны на льду». Песня получила награду от «Грэмми 2013» в номинации «Лучшая рэп-песня».

### Why I Love You
Следующий сингл вышел в радиоэфир в тот же день, что и «Niggaz in Paris». Построенная на основе трека «I <3 U So» французской хаус-группы Cassius и повествующая о развале лейбла Roc-a-Fella records, песня была тепло встречена критиками, которые в особенности отмечали удачное исполнение припева Mr Hudson’ом.

### Gotta Have It
Следующий сингл увидел свет 6 декабря 2011 года. Им стал спродюсированный совместно с дуэтом The Neptunes и выстроенный на семплах из Джеймса Брауна «Gotta Have It».

### No Church in the Wild
Последним синглом, вышедшим 20 марта 2012 года, стал первый трек альбома — «No Church in the Wild», исполненный совместно с The-Dream и Фрэнком Оушеном, участником группы Odd Future. Композиция нашла восторженные отзывы критиков, отмечавших прежде всего припев Оушена и кинематографичное звучание. Благодаря последней особенности песне удалось засветиться в трейлере и «саундтреке фильма Код доступа „Кейптаун“» и трейлере новой версии «Великого Гэтсби». Официальный клип был снят режиссёром Ромейном Гаврасом и вышел 29 мая 2012 года. Ни один из исполнителей песни не был задействован в съёмках. Видео содержит в себе сцены уличных боёв, на которые безмолвно взирают мраморные статуи. В финале перед бунтовщиками неожиданно появляется слон. Съёмки клипа велись в Праге. Песня одержала победу на 55-й церемонии премии «Грэмми 2013» в номинации «Лучшее совместное рэп-исполнение».

## Чарты и сертификаты
| Чарт (2011)                         | Место |
| ----------------------------------- | ----- |
| Australian Albums Chart             | 2     |
| Australian Urban Albums Chart       | 1     |
| Austrian Albums Chart               | 12    |
| Belgian Albums Chart (Wallonia)     | 16    |
| Belgian Albums Chart (Flanders)     | 7     |
| Canadian Albums Chart               | 1     |
| Danish Albums Chart                 | 2     |
| Dutch Albums Chart                  | 3     |
| Finnish Albums Chart                | 23    |
| French Albums Chart                 | 10    |
| German Albums Chart                 | 2     |
| Irish Albums Chart                  | 5     |
| Japanese Albums Chart               | 14    |
| New Zealand Albums Chart            | 4     |
| Norwegian Albums Chart              | 1     |
| Polish Albums Chart                 | 21    |
| Russian Albums Chart                | 8     |
| Scottish Albums Chart               | 3     |
| South Korean Albums Chart           | 6     |
| Spanish Albums Chart                | 43    |
| Swedish Albums Chart                | 27    |
| Swiss Albums Chart                  | 1     |
| UK Albums Chart                     | 3     |
| UK Download Chart                   | 1     |
| UK R&B Albums Chart                 | 1     |
| US Billboard 200<                   | 1     |
| US Billboard Top R&B/Hip-Hop Albums | 1     |
| US Billboard Top Rap Albums         | 1     |

| Название                               | Год  | Место | Место  | Место  | Место | Место | Место | Место | Место |
| Название                               | Год  | US    | US R&B | US Rap | AUS   | CAN   | FRA   | SWI   | UK    |
| -------------------------------------- | ---- | ----- | ------ | ------ | ----- | ----- | ----- | ----- | ----- |
| «H•A•M»                                | 2011 | 23    | 24     | 14     | 78    | 47    | —     | —     | 30    |
| «Otis» (featuring Otis Redding)        | 2011 | 12    | 2      | 2      | 42    | 37    | 69    | 61    | 28    |
| «Lift Off» (featuring Beyoncé)         | 2011 | 121   | —      | —      | 81    | —     | —     | —     | 48    |
| «Niggas in Paris»                      | 2011 | 5     | 1      | 1      | 71    | 16    | 49    | —     | 10    |
| «Why I Love You» (featuring Mr Hudson) | 2011 | —     | —      | —      | —     | —     | 56    | 52    | 87    |
| «Gotta Have It»                        | 2011 | 69    | 14     | 13     | —     | —     | —     | —     | —     |
| «No Church in the Wild»                | 2012 | 72    | 31     | 20     | —     | 92    | 181   | —     | 51    |

| Регион | Сертификация  | Продажи   |
| --- | ------------- | --------- |
| Австралия (ARIA) | Платиновый    | 70 000^   |
| Канада (Music Canada) | Платиновый    | 80 000^   |
| Дания (IFPI Danmark) | 2× Платиновый | 40 000    |
| Швеция (GLF) | Золотой       | 20 000    |
| Великобритания (BPI) | Платиновый    | 300 000^  |
| США (RIAA) | 5× Платиновый | 5 000 000 |
| ^ Данные о тиражах приведены только на основе сертификации. · Данные о продажах + прослушиваниях приведены только на основе сертификации. |               |           |

| Чарт (2011)             | Место |
| ----------------------- | ----- |
| Australian Albums Chart | 48    |
| Canadian Albums Chart   | 22    |
| Danish Albums Chart     | 77    |
| US Billboard 200        | 9     |

## Даты выпуска
| Страна | Дата            | Формат           | Лейбл                                               |
| ------ | --------------- | ---------------- | --------------------------------------------------- |
| США    | 8 августа 2011  | Digital download | Roc-A-Fella Records, Roc Nation, Def Jam Recordings |
| США    | 12 августа 2011 | CD               | Roc-A-Fella Records, Roc Nation, Def Jam Recordings |